# Зелёный Дол (Саратовская область)
Зелёный Дол — Село в Энгельсском районе Саратовской области России. Входит в состав Безымянское муниципального образования (сельского поселения).

## География
Находится в 39 км от районного центра — города Энгельса. В 12 км.от трассы Р236, села Безымянная и станции Безымянная.Ближайшие населённые пункты Прилужный и Межевой.

## История
27 мая 1934 года Наркомат зерновых и животноводческих совхозов СССР принял постановление о разделении совхоза № 103 имени Энгельса на 2 совхоза: опытно-зональную станцию (совхоз) имени Энгельса и совхоз № 103. Центр зональной станции имени Энгельса остался на станции Безымянная. Центром совхоза № 103 был определён хутор «Нижний Козорез», земельная территория составляла 16800 га. В совхозе были организованы 3 фермы: № 1 — с усадьбой на хуторе «Верхний Козорез», № 2 — на хуторе Свистунова, № 3 — на хуторе Кобыляцкого. Совхоз № 103 был молочно-зерновым хозяйством. С 11 июня 1934 г. совхоз начал самостоятельную деятельность. На 1 января 1935 г. в списке совхозов Неммолмясотреста значился совхоз № 103 имени т. Ягода Мариентальского кантона. 14 января 1935 г. был организован Лизандергейский кантон, в него вошел совхоз № 103. При совхозе действовал поселковый совет. В 1937 г. производилась отрезка земель колхозам на нужды военного ведомства в Лизандергейском и Куккуском кантоне. Отрезка задела все три фермы совхоза., причем территория 3-й фермы отрезана была почти полностью со всеми постройками и сооружениями. В совхозе осталось 2 фермы площадью 9086 га. земли. По приказу Министерства совхозов РСФСР № 100 от 10 марта 1954 г. совхоз № 103 вошёл в состав Саратовского треста животноводческих совхозов. Названия у совхоза нет. 23 июля 1954 г. Саратовский трест проводит в своей системе разукрупнение совхозов. Согласно приказу № 276 треста совхозу № 103 передано 1 отделение зерносовхоза «Каменский». С того времени совхоз № 103 стал именоваться «Безымянский».
В 1966 году открылось новое здание школы. До этого, занятия проводились в старом, небольшом помещении. В 1972 году открылся детский сад.
В селе имеются: Средняя школа, детский сад, Дом культуры, ФАП, почта.

## Достопримечательности
Памятник В. И. Ленину рядом с администрацией.
Памятник Героям погибшим в ВОВ напротив клуба.

## Улицы
Улицы села Зелёный Дол
- ул. Вишневая
- ул. Дальняя
- ул. Мира
- ул. Новая
- ул. Полевая
- ул. Советская
- ул. Щорса

## Фотогалерея

Стела - "Совхоз Безымянский"
Здание администрации.
Зеленодольская Школa.
Клуб.
Улица Вишнёвая, филиал ООО "Газпром межрегионгаз Саратов"
Кладбище